# Tinea ostiaria
Tinea ostiaria är en fjärilsart som beskrevs av Edward Meyrick 1927. Tinea ostiaria ingår i släktet Tinea och familjen äkta malar. Inga underarter finns listade i Catalogue of Life.